# Kulturmeile Mannheim

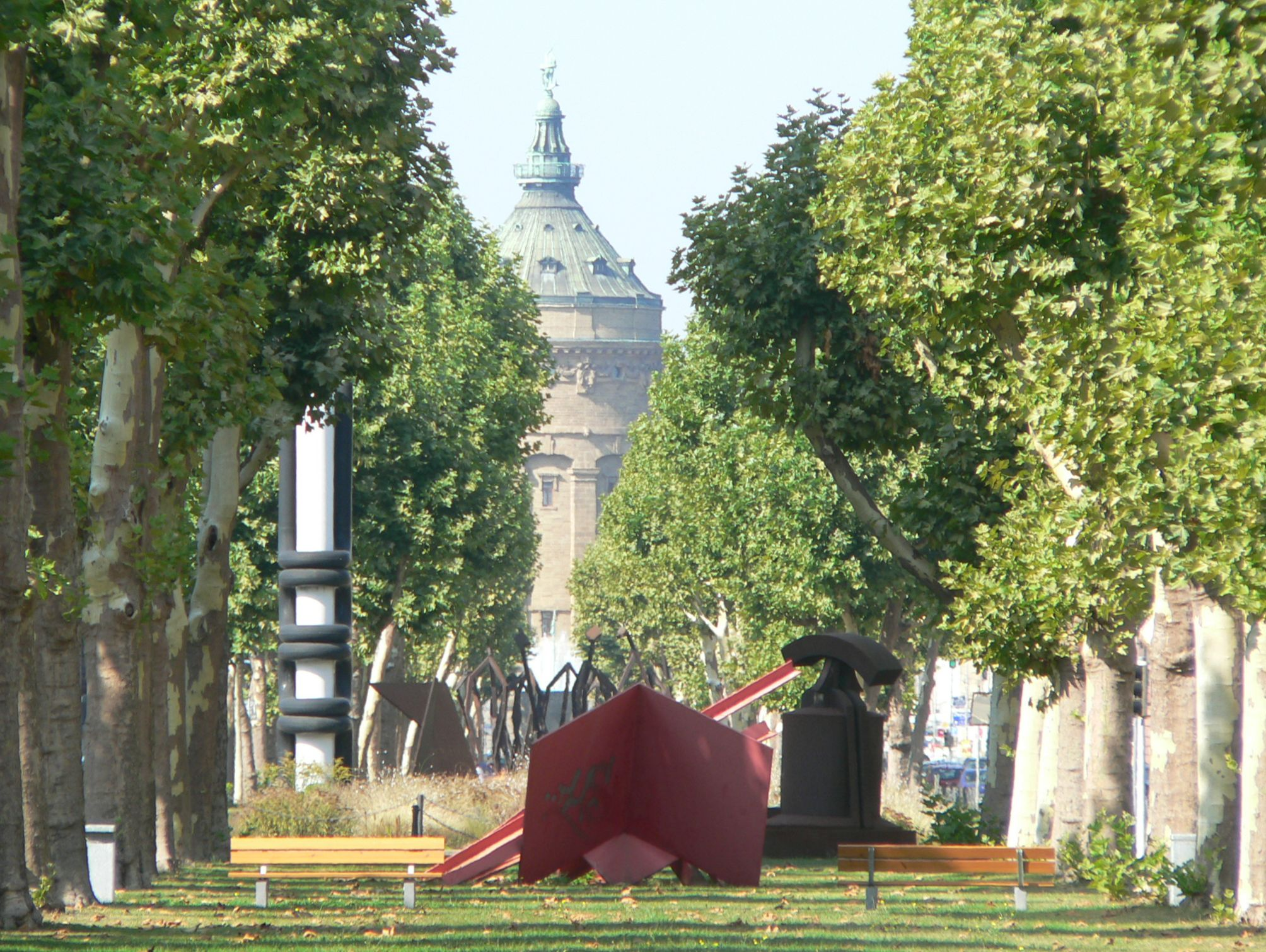
Augustaanlage, im Vordergrund: Großer Bug 2

Die Kulturmeile Mannheim ist eine Achse in der Mannheimer Innenstadt an der kulturelle Institutionen ihren Sitz haben. Sie wurde 1994 eröffnet und führt vom Technoseum durch die Augustaanlage in die Quadrate bis zu den Reiss-Engelhorn-Museen. Ergänzt wird sie durch zahlreiche zeitgenössische Plastiken, die in der Augustaanlage aufgestellt wurden.

## Kulturmeile
| Bild | Gebäude                                     | Erläuterung |
| ---- | ------------------------------------------- | --- |
|      | Technoseum                                  | Das Technoseum (bis Ende 2009: Landesmuseum für Technik und Arbeit) bietet Anschauungsmaterial zur Industrialisierung des deutschen Südwestens. |
|      | Planetarium                                 | Das Planetarium ist der Nachfolgebau des im Jahr 1927 als eines der weltweit ersten Planetarien errichteten Baus. |
|      | Kunstverein                                 | Der Mannheimer Kunstverein ist, 1833 gegründet, einer der ältesten deutschen Kunstvereine. |
|      | Kunsthalle                                  | Die Kunsthalle Mannheim prägt seit über 100 Jahren das kulturelle Leben Mannheims. |
|      | Rosengarten                                 | Der Rosengarten (offiziell: m:con Congress Center Rosengarten) wurde von 1900 bis 1903 als städtische Festhalle im Jugendstil errichtet. |
|      | Nationaltheater                             | Das Nationaltheater Mannheim (NTM) ist ein Vierspartentheater mit eigenen Ensembles für Musiktheater (Oper), Schauspiel und Tanz sowie das Junge Nationaltheater. 1782 wurde hier Friedrich Schillers Drama Die Räuber in Anwesenheit des Dichters uraufgeführt. |
|      | Hochschule für Musik und Darstellende Kunst | In dieser Hochschule lehrten Wilhelm Furtwängler, Max Pauer, Ernst Toch, Richard Laugs, Friedrich Wührer und Erika Köth. |
|      | Stadtbibliothek                             | Die Stadtbibliothek Mannheim besitzt etwa 415.000 Medieneinheiten und hat mehr als 700.000 Besucher pro Jahr. |
|      | Städtische Musikschule                      | Die Musikschule Mannheim ist mit über 5.700 Schülerinnen und Schülern eine der großen Musikschulen in Deutschland. |
|      | Reiss-Engelhorn-Museen                      | Die Reiss-Engelhorn-Museen (Abkürzung rem) sind ein Museumsverbund, der mehrere Museen, Kulturinstitutionen und Forschungseinrichtungen zusammenfasst. |

## Skulpturen (Auswahl)
| Bild | Künstler / Künstlerin | Titel                                          |
| ---- | --------------------- | ---------------------------------------------- |
|      | Franz Bernhard        | Die Große Mannheimerin oder Der tanzende Riese |
|      | Mark di Suvero        | Spring Rain                                    |
|      | Andreas Mader         | Im Anfang ...                                  |
|      | Robert Schad          | Eisenspiel für Mannheim                        |
|      | Max Laeuger           | Carl Benz Denkmal                              |
|      | Morice Lipsi          | La Roue / Das Rad                              |